# مارك ريسمان
مارك ريسمان (بالألمانية: Marc Rissmann)‏ هو ممثل ألماني ولد بتاريخ 1980 في برلين.

## أعماله
مثل في عدة أفلام ومسلسلات أبرزها هو صراع العروش والسيد الأعلى.

## وصلات خارجية
- مارك ريسمان على موقع IMDb (الإنجليزية)
- مارك ريسمان على موقع ألو سيني (الفرنسية)
- مارك ريسمان على موقع كينوبويسك (الروسية)

صفحته على IMDb